# Viaud Ridge
Vous lisez un « bon article » labellisé en 2010.
Pour les articles homonymes, voir Viaud.
Viaud Ridge est une chaîne de montagnes sous-marine de l'océan Indien située au sud de l'Inde, au sud-ouest du Sri Lanka et à l'est des Maldives. Sa morphologie demeure mal définie : elle ferait entre 15 et 25 kilomètres de longueur et culminerait à environ 1 700 mètres au-dessus des fonds océaniques. Découverte en 1970, elle n'est nommée qu'en 1993 en l'honneur du frère de l'écrivain français Pierre Loti, Gustave Viaud, médecin de marine, premier photographe de Tahiti mort et immergé dans les environs en 1865.

## Géographie
Viaud Ridge est une chaîne de montagnes sous-marine du nord de l'océan Indien située dans la mer des Laquedives. Les terres émergées voisines sont le Sri Lanka, avec la capitale Colombo distante de 650 kilomètres au nord-nord-est,,, la pointe méridionale de l'Inde au nord et les Maldives à l'ouest, à la latitude de l'atoll Addu.
Viaud Ridge s'élève au-dessus de la dépression océanique du bassin central indien, une plaine abyssale de l'océan Indien inscrite entre le sous-continent indien au nord et au nord-ouest, la dorsale centrale indienne à l'ouest, la dorsale sud-est indienne au sud et la ride du 90° Est à l'est. Longue de 15 à 25 kilomètres, elle présente une proéminence maximale de 1 700 mètres environ. Les fonds marins étant profonds de 4 000 à 5 000 mètres dans ce secteur du bassin central indien, le point culminant de Viaud Ridge s'élève ainsi entre 3 300 et 2 300 mètres sous le niveau de la mer.
Localisée en 1970, par différents navires de passage dans ce secteur de l'océan Indien, la chaîne sous-marine était encore mal définie en 2008, ce qui lui a valu d'être inscrite, lors d'un sommet consacré à la General Bathymetric Chart of the Oceans qui s'est tenu cette année-là à Jeju, en Corée du Sud, parmi 183 éléments sous-marins nécessitant des coordonnées géographiques plus précises. Selon la GEBCO et VLIZ Marine Gazetteer, elle est située entre 1° 18′ et 2° 27′ de latitude Nord et 75° 45′ et 77° 24′ de longitude Est,, mais un chercheur français lui donne également, pour latitude maximale, 1° 42′ de latitude Nord.

## Toponymie
Le terme anglais ridge peut être traduit par « ride » en français dans le domaine de l'océanographie. Le nom anglais de Viaud Ridge pourrait être ainsi traduit en « ride de Viaud » mais la version francisée n'est pas attestée.
Viaud Ridge a été baptisée selon une suggestion faite en avril ou mai 1993 par l'Américain Robert Fisher,, un professeur de l'université de Californie à San Diego dépendant de l'institut d'océanographie Scripps de La Jolla,. Sa proposition, validée en mai 1993 par le sous-comité de la GEBCO consacré aux toponymes des éléments sous-marins, honore le Français Gustave Viaud, frère aîné de l'écrivain Pierre Loti, qu'il inspira à certaines reprises : médecin de marine,, aventurier et premier photographe de Tahiti,, Viaud est décédé puis a été immergé dans les environs,,. En effet, épuisé par la fatigue et le choléra, qu'il avait contracté au bagne de Poulo Condor, en Indochine française, il est mort en mer le 10 mars 1865, alors que son navire, l'Alphée, se trouvait dans le golfe du Bengale ; le lendemain, son corps fut confié à la mer, par 6° 11′ de latitude Nord et 84° 48′ de longitude Est.